# 直隶省立第一女子中学校

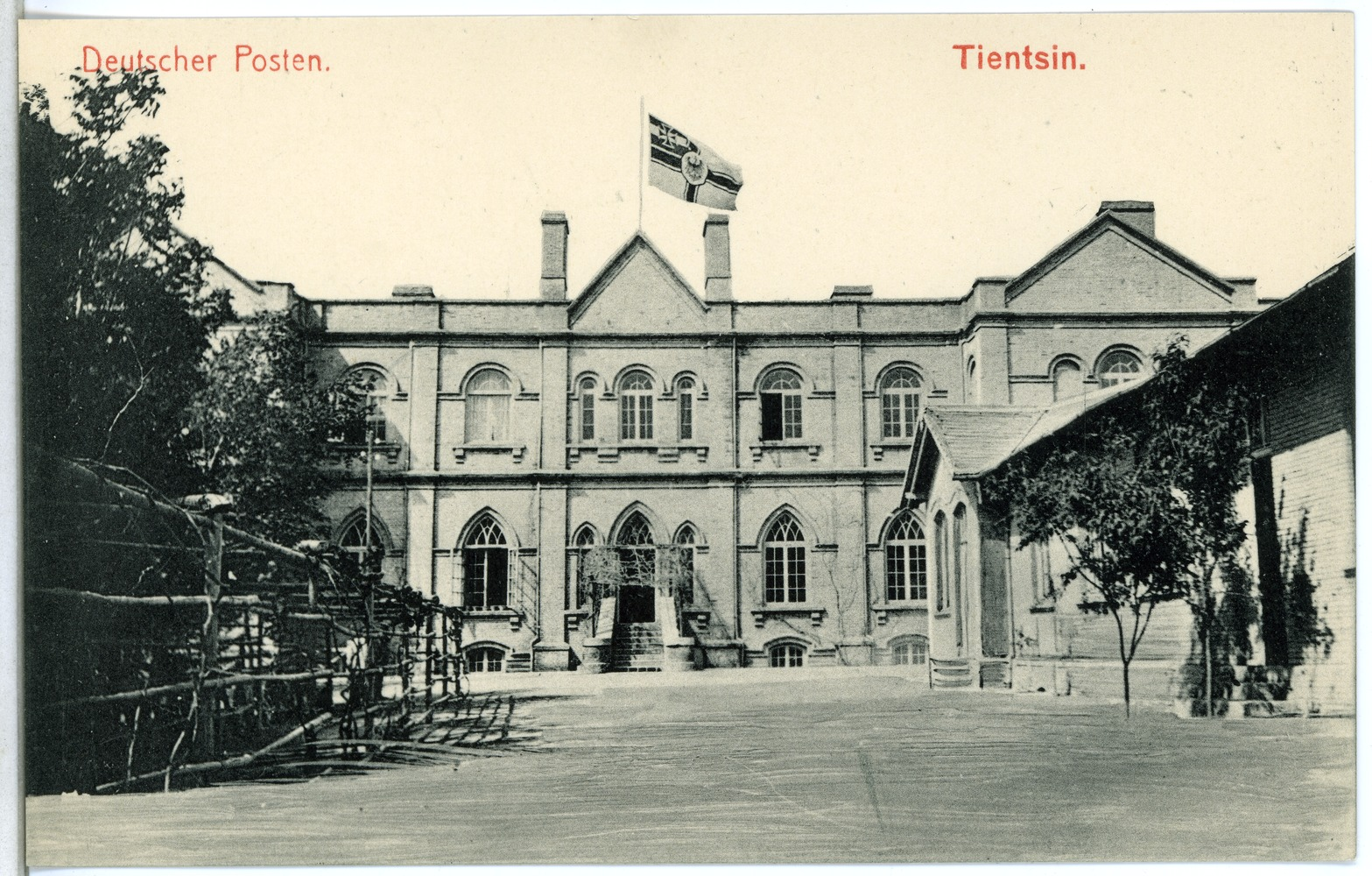
直隶省立第一女子中学校校舍旧照（博文书院旧址）

直隶省立第一女子中学校，简称省立女中、直一女，1924年10月10日在已经停办的天津市特一区大营门中学旧址（博文书院旧址）开办，首任校长为近代女教育家步子方。目前，天津市海河中学在校史中将直隶省立第一女子中学校办学时期追溯为校史的一部分。

## 历史
1919年，曾在直隶省教育主管部门任职的李金藻出面，接管天津德华普通中学校并将其改组，以所在地命名为天津特别行政区一区大营门中学，继续在博文书院校舍办学，直至1924年大营门中学停办，欲改建美术学校。
1924年4月，直隶省教育厅厅长张瑾见直隶省没有女子中学，建议用停办的大营门中学旧址，借用拟在大营门中学建美术中学的经费，创设“直隶省立第一女子中学校”。经直隶省议会通过，7月初授权步子方、步以諴等人主办女子中学筹建事宜，10月10日直隶省立第一女子中学正式开办。1927年夏，直隶女中第一班毕业，开始筹办高中部。7月初，首任校长步子方随丈夫徐廷瑾赴省会保定，同在直隶省教育厅任职。步以諴遂接任校长一职。1928年，学校因直隶省更名为河北省，遂更名为河北省立第一女子中学校，1933年，学校再度更名为河北省省立女子中学校，1941年更名为天津特别市市立女子中学校，1946年，更名为河北省省立女子中学校。1949年，更名为天津市立第一女子中学。1949年，解放军接管天津后，更名为天津市第一女子中学。
目前，天津市海河中学在校史中将直隶省立第一女子中学校办学时期追溯为校史的一部分。

## 校舍

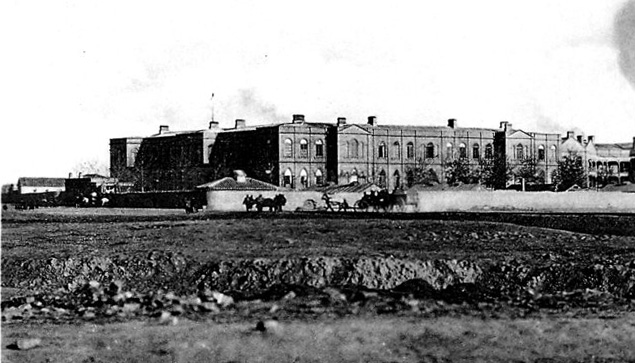
直隶省立第一女子中学校旧照

直隶省立第一女子中学校是在大营门中学旧址办学，该校舍最初属于清廷拟筹建的翻译专门学堂博文书院。根据1946年中华民国行政院河北平津区敌伪产业处理局天津办公处的文件《北洋工学院请发还校舍案卷第一册》中，博文书院校区的产权直至1946年在法律意义上仍归北洋工学院（北洋大学）所有。因此在法律意义上，直隶省立第一女子中学校系借用北洋工学院（北洋大学）校舍办学。